# Konvenční paměť

Oblasti paměti pro počítače IBM PC kompatibilní v 16bitovém režimu procesorů Intel 8086.

Konvenční čili základní paměť (anglicky base memory, conventional memory) je v informatice označení pro operační paměť RAM počítačů IBM PC kompatibilních, která měla velikosti 640 KiB.

## Charakteristika
Původní počítače z rodiny IBM PC kompatibilních mohly využívat maximálně 1 MB operační paměti RAM, protože použité procesory Intel 8086 (a Intel 8088) používaly pro adresaci paměti 20 adresních linek (tj. adresa v paměti měla 20 bitů (220 B = 1 MiB). Návrh konstrukce IBM PC byl postaven tak, že prvních 640 KiB paměti sloužilo pro aplikace a zbývající prostor 384 KiB (upper memory area) byl rezervován pro rozšiřující karty (například grafická karta zde měla videopaměť).
V praxi nebyla UMA paměť dostatečně využívána a poptávka po větší RAM rostla rychleji, než se při návrhu čekalo. Toto omezení se tak stalo spíše překážkou a vznikl způsob, jak využít prázdná místa této paměti pro aplikace. Oblast UMA využívaná pro aplikace byla pojmenována upper memory blocks (UMB). V prostoru UMB mohly být umístěny i rozšiřující karty s další RAM, která se promítala do úzkého okénka. Pro tento způsob rozšíření operační paměti se stala standardem paměť typu EMS (Expanded memory).
V dalších generacích procesorů byla k dispozici širší adresní sběrnice, která umožňovala adresovat větší paměť. Kvůli zpětné kompatibilitě byl původní způsob rozdělení paměti zachován. Byly však využity nové možnosti procesorů Intel 80286 (tzv. chráněný režim procesoru 80286), pomocí něhož vznikl (pro přístup k paměti nad hranicí 1 MiB v reálném režimu) standard XMS (Extended memory).
Rozdělení na základní a rozšířenou paměť odstranil až model virtuální paměti, který přinesl na platformu počítačů IBM PC kompatibilních procesor Intel 80386 (i386). Procesor i386 oproti současnému reálnému režimu umožňoval stránkování paměti a paměť RAM tím byla virtualizována.